# Flett Crags
I Flett Crags sono degli spuntoni rocciosi situati 5 miglia nautiche (9 km) a nord del Monte Wegener, nel pendio settentrionale dei Monti Read, che fanno parte della Catena di Shackleton, nella Terra di Coats in Antartide.
Nel 1967 fu effettuata una ricognizione aerofotografica da parte degli aerei della U.S. Navy. Un'ispezione al suolo fu condotta dalla British Antarctic Survey (BAS) nel periodo 1968-71.
Ricevette l'attuale denominazione nel 1971 dal Comitato britannico per i toponimi antartici (UK-APC), in onore del geologo britannico John Smith Flett, che aveva condotto studi sulla geologia e sui vulcani della Scozia; divenne direttore generale della Geological Survey of Great Britain (che in seguito mutò la denominazione in British Geological Survey) e del Museum of Practical Geology nel periodo 1920–35.